# Titkos információgyűjtés
A titkos információgyűjtés a Magyarországon hatályos törvényi szabályozás szerint vagy bírói engedélyhez van kötve (bírói engedélyhez kötött titkos információgyűjtés), vagy meghatározott esetekben bírói engedély nélkül is végezhető (bírói engedélyhez nem kötött titkos információgyűjtés). Mivel a jogállamiság egyik alapvető kritériuma a jogbiztonság, garanciális szabály az, hogy bizonyos gyűjtési cselekmények csak meghatározott bűnüldözési célból, csak súlyos bűncselekmények esetében és csak bírói engedély alapján végezhetők.

A Nemzeti Adó- és Vámhivatalról (NAV) szóló 2010. évi CXXII. törvény alapján végzett titkos információgyűjtés olyan, a magánlakás sérthetetlenségéhez, valamint a magántitok, a levéltitok és a személyes adatok védelméhez fűződő alapvető jogok korlátozásával járó, a NAV által végzett különleges tevékenység, amelyet a NAV erre feljogosított szervei az érintett tudta nélkül végeznek.
A NAV a titkos információgyűjtés során a 2010. évi CXXII. törvény által meghatározott bírói engedélyhez nem kötött eszközöket, illetve bírói engedélyhez kötött eszközöket alkalmazhatja.

## Megrendelésre jogosult szervezetek
Magyarországon az alábbi 8 szervezet jogosult titkos információgyűjtő eszközök és módszerek megrendelésére: a Rendőrség, a Terrorelhárítási Központ, az Alkotmányvédelmi Hivatal, az Információs Hivatal, a Katonai Nemzetbiztonsági Szolgálat, a Nemzeti Védelmi Szolgálat, a Nemzeti Adó- és Vámhivatal, és az Ügyészség.